# Nitrazolam
Nitrazolam é um benzodiazepínico que foi vendido online como droga sintética.
Ele está intimamente relacionado com o clonazolam e flunitrazolam, diferindo apenas pela remoção de um grupo de cloro ou flúor, respectivamente, no anel de benzeno. 
Um estudo em ratos indicou que o nitrazolam pode ser muito mais potente do que o diazepam como um antagonista das convulsões tônico-extensoras induzidas por eletrochoque, mas menos potente do que o diazepam na prevenção do reflexo postural labiríntico.
O nitrazolam foi usado para demonstrar a síntese em microescala de materiais de referência utilizando reagentes com suporte de polímero.